# Middagen
|  | Denne artikel er oprettet af botten PalnaBot ud fra en ekstern database. Den kan derfor have sproglige fejl eller mangler. Denne skabelon kan fjernes efter kontrol af indholdet. |

Middagen er en dansk kortfilm fra 2001 instrueret af Henrik Berthelsen efter manuskript af Peter Norn Gornstein.

## Handling
Lars har inviteret hans gamle gymnasieklasse hjem til middag, men fortryder og aflyser alle. Lars har en gammel drøm, som han planlægger, skal gå i opfindelse denne aften. Han mangler at aflyse en ' hans gamle hemmelige kærlighed ' Rikke. Som intet anede dukker op, til hvad der skulle være en festlig re-union. Kampen starter for Lars, om utroskab over for hans kæreste Lise, som er bortrejst, og hans gamle kærlighed til Rikke.